# Рудолф Хабсбург-Лотринген
Рудолф Хабсбург-Лотринген (на немски: Rudolph Habsburg-Lothringen) е австрийски ерцхерцог.

## Живот
Роден е на 5 септември 1919 година в Пранжен, Швейцария, като шестото дете и най-малък син на сваления австро-унгарски император Карл I и съпругата му Цита Бурбон-Пармска.
Учи в Испания, Белгия и Канада а след Втората световна война живее в Съединените щати и Белгийско Конго, занимавайки се с търговска дейност.
Рудолф Хабсбург-Лотринген умира на 15 май 2010 година в Брюксел.